# Корубио (Венето)
Корубио је насеље у Италији у округу Верона, региону Венето.
Према процени из 2011. у насељу је живело 329 становника. Насеље се налази на надморској висини од 580 м.